# Сети ме се
Сети ме се је дебитантски играни филм по сценарију и режији глумца Вука Костића.
Филм настаје по мотивима познатих романа Српска трилогија Стевана Јаковљевића и Солунци говоре Антонија Ђурића.

## Радња
Ово је прича о заборављеним херојима Великог рата и српским јунацима тј. сасвим обичним војницима, браниоцима слободе и части домовине у Првом светском рату.
Радња се дешава једне ноћи на Солунском фронту 1918 године, на првој линији, између бугарских и српских војника, где ови други, малобројни, морају да направе пукотину и отворе пут за повратак у отаџбину.

## Улоге
| Глумац               | Улога |
| -------------------- | ----- |
| Слобода Мићаловић    |       |
| Калина Ковачевић     |       |
| Војин Ћетковић       |       |
| Вук Костић           |       |
| Ненад Јездић         |       |
| Драган Петровић      |       |
| Владан Гајовић       |       |
| Бранислав Трифуновић |       |